# Гусимець альпійський
Гусимець альпійський (Arabis alpina) — вид трав'янистих рослин родини капустяні (Brassicaceae). Етимологія: лат. alpina — «альпійський, гірський».

## Опис
Багаторічник. Стебла зазвичай прості від основи, висхідні, часто розгалужені проксимально, (0.6)1–2(2.5) дм. Прикореневі листки: черешок 0–1 см; пластина лопатчата, оберненоланцетна, довгаста або оберненояйцевида, (0.4)1–4(5) см × (3)6–15(20) мм, поля від зубчастих до дрібнозубчастих, кінчик від тупого до гострого. Стеблових листків 3–5(6); пластина довгасті або яйцеподібні, 1–3 см × 5–15 мм, краї зазвичай зубчасті, кінчики гострі або тупі. Квіти: чашолистки довгасті, 2.5–4(4.7) × 1–2 мм, пелюстки білі, від лопатчатих до оберненояйцевидих, 5–8(9) × 2–3.5 мм, тупі апекс; нитки 3–5 мм; пиляки довгасті, 0.7–1.2 мм. Плоди горбкуваті, 1.7–3.5(4) см × 1–1.7 мм. Насіння вузько крилате, яйцевиде, 1–1.4 × 0.9–1.1 мм; крило шириною 0.1–0.2 мм. 2n = 16.

## Поширення
Північна Африка: Алжир, Марокко; Азія: Вірменія, Азербайджан, Грузія, Туркменістан, Росія, Іран, Ірак, Ліван, Сирія, Туреччина; Європа: Молдова, Україна, Австрія, Німеччина, Угорщина, Польща, Словаччина, Швейцарія, Фінляндія, Ісландія, Норвегія (Шпіцберген) Швеція, Велика Британія, Албанія, Боснія і Герцеговина, Болгарія, Хорватія, Греція, Італія, Македонія, Чорногорія, Румунія, Сербія, Словенія, Франція, Іспанія; Північна Америка: Канада, Гренландія. Також культивується. Населяє ущелини вапнякових скель, уздовж струмків, вапняні альпійські луги, вербові чагарники на схилах.
Зростає на скелях і гірських схилах в Карпатах у субальпійському і альпійському поясах (хребет Чорногора, Чивчинські гори).

## Галерея

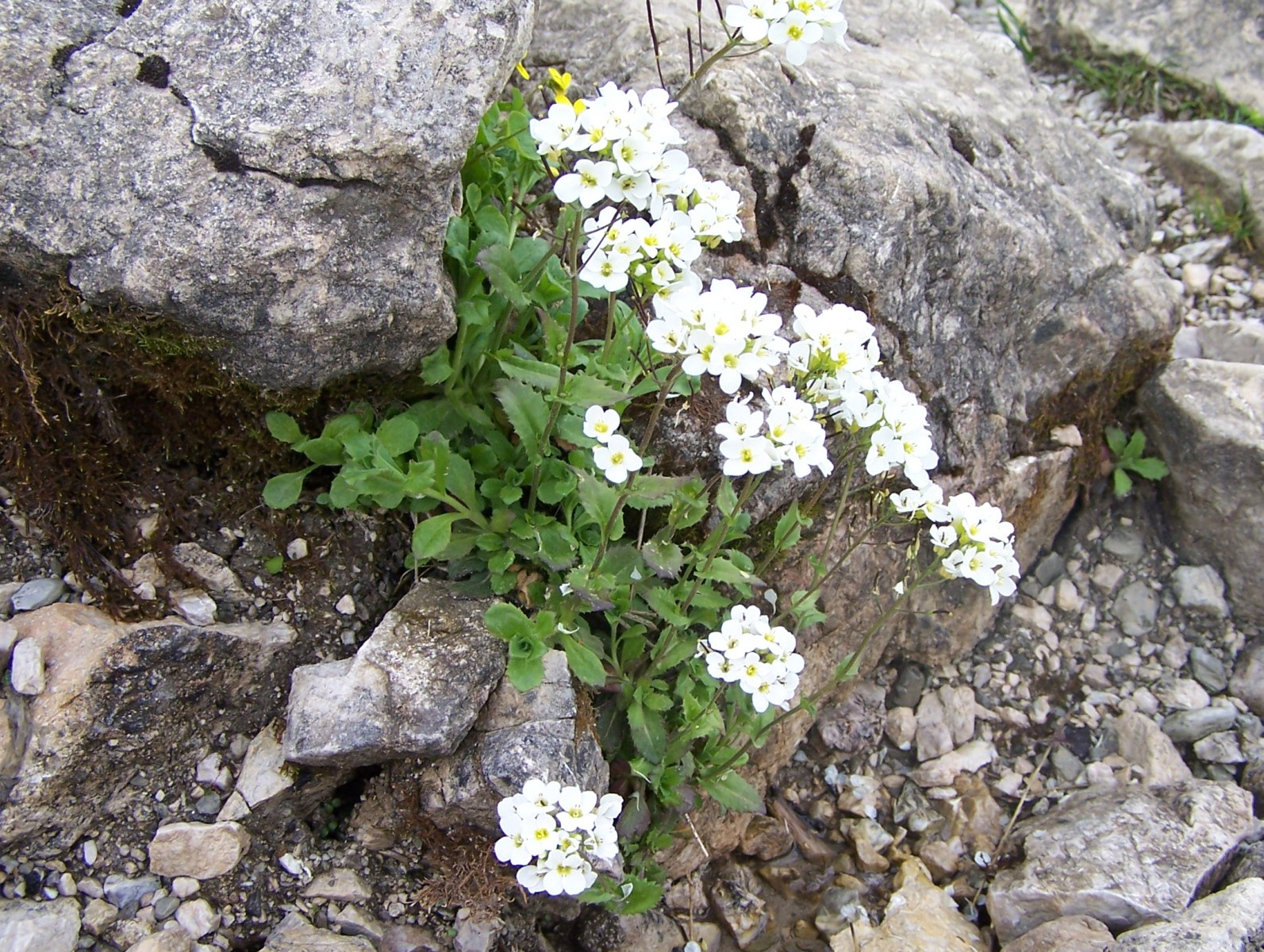
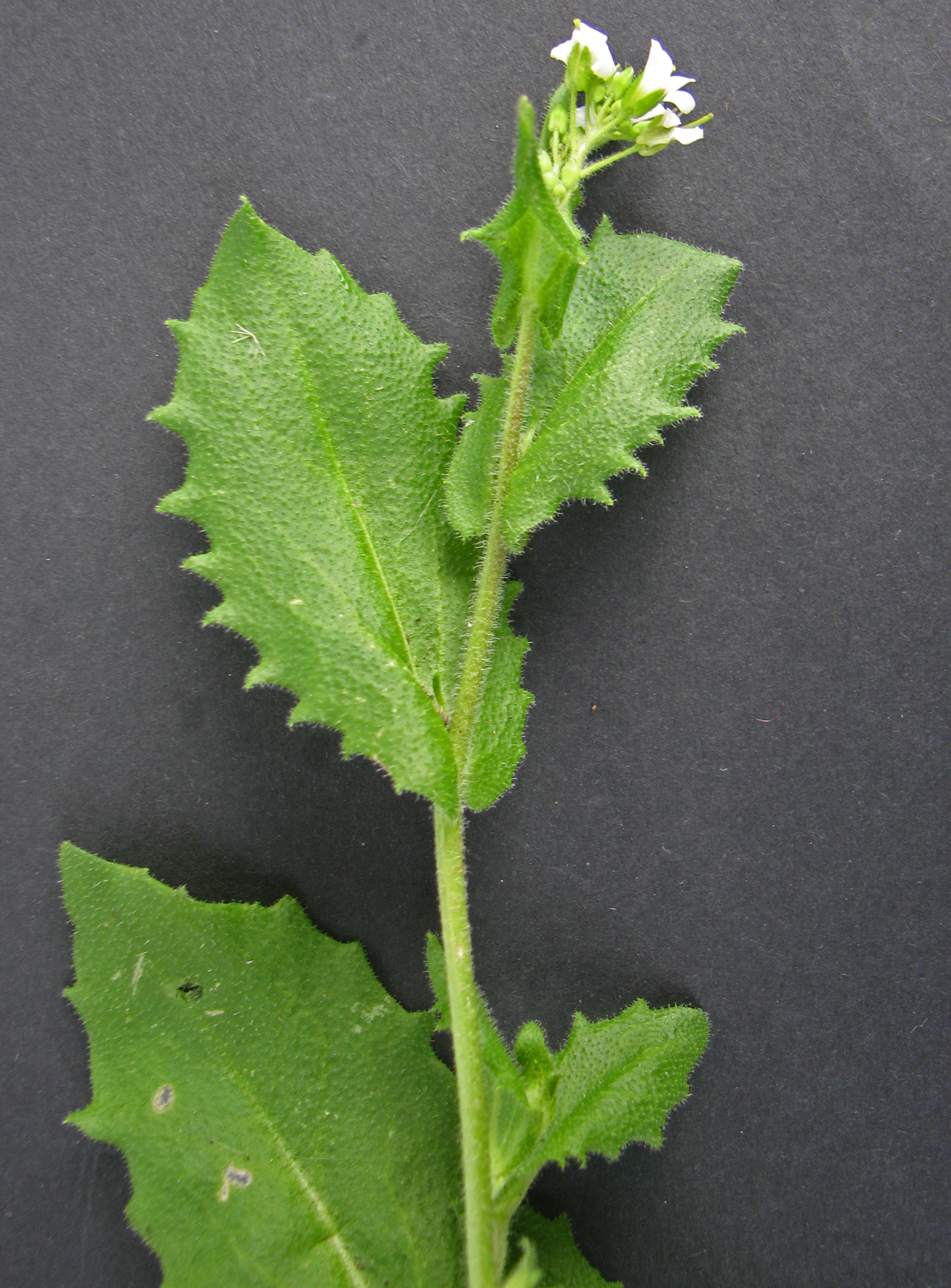
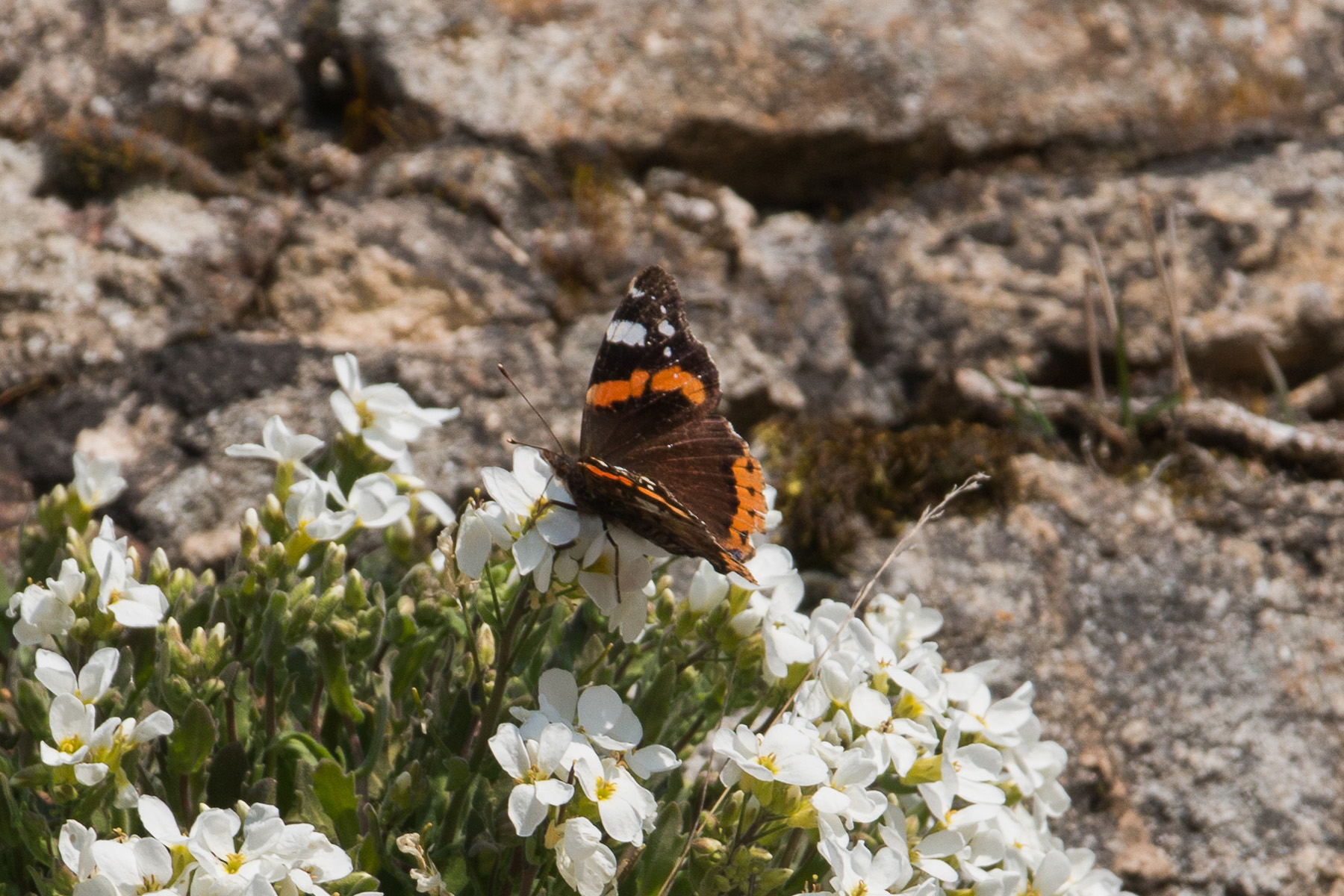
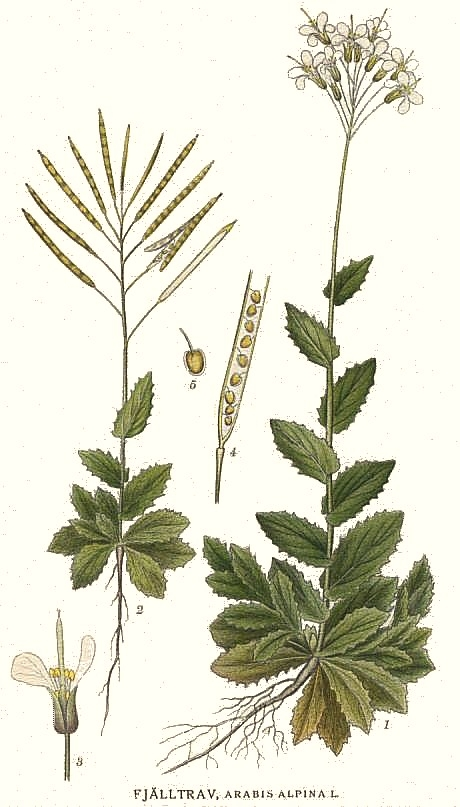